# Dendrobium vanilliodorum
Dendrobium vanilliodorum är en orkidéart som beskrevs av Johannes Jacobus Smith. Dendrobium vanilliodorum ingår i släktet Dendrobium, och familjen orkidéer. Inga underarter finns listade i Catalogue of Life.